# 张志杰 (羽毛球运动员)
張志杰（2007年1月30日—2024年6月30日），出生於浙江嘉興，祖籍安徽阜阳，中國男子羽毛球運動員，曾任中國國家青年羽毛球隊隊員。2024年6月30日，代表中國前往印度尼西亞參加2024年亞洲青年羽毛球錦標賽時，於混合團體小組賽中突然暈倒抽搐，搶救無效去世，年僅17歲。

## 逝世
2024年6月30日，在印尼舉行的2024年亞洲青年羽毛球錦標賽混合團體小組賽中，張志傑與日本選手川野壽真對陣時，在完成首局的中場休息後，其突然倒地不起，身體更出現抽搐情況。後來其被抬離賽場，但過程中賽内醫療團隊並沒有為其進行自動體外心臟去顫器或心肺復蘇術急救措施，對陣的日本選手以及中國隊教練員第一時間試圖走近查看情況，卻被裁判員叫停。被送往醫院後，其於當日23時20分因搶救無效去世。
隨後，印尼薩爾吉托博士綜合醫院（Dr Sardjito General Hospital）召開記者會就張志傑猝死一事公布搶救過程的詳情，表示在其於場館内倒地後，在2分鐘内已將其送往醫院，但其在到達前已死亡。在沒有脈搏和無法自行呼吸的情形下，醫院進行了3小時心肺復甦急救仍無效，於20時50分宣佈死亡，但中國隊教練團仍嘗試轉院救治，因此後來其仍被送往另一醫院，再次進行心肺復甦急救，直至23時20分再次宣布搶救無效。
事件引來多方關注，張志傑的姐姐在社交媒體上表示悲悼，同時斥責當地的醫療條件差，沒有立即為其進行救援工作。浙江大學醫學院附屬第二醫院急診科副主任盧驍亦發文質疑印尼醫療團隊錯過黃金急救時間從而導致悲劇發生。之后印尼羽毛球協會向世界羽毛球联合会提出建议，要求重新审视医疗人员需要得到裁判允许后才能进场护理球员的规定。
亞洲羽毛球聯合會、印尼羽毛球協會和組委會亦發表公告稱「世界羽壇失去了一位富有天賦的選手」，對張志傑的父母、家人和中國羽毛球協會表示最深切慰問。中華人民共和國外交部發言人毛寧亦作出回應：表示「中華人民共和國駐泗水總領事館已立即聯繫和協調了印尼方面進行全力救治，並且派員趕赴事發地開展工作」以及「對當事人不幸離世深表惋惜和哀悼，向其家人表示慰問」。

### 後續
2024年11月9日，世界羽聯理事會召開會議就賽事規定進行調整。11月15日，羽聯宣布此後賽場上若出現心臟驟停或伴隨昏厥的腦震盪等情事時，賽事醫療人員可以在未獲裁判指示之下進入球場。

## 外部連結
- 張志傑 （页面存档备份，存于）資料在中羽在線上（简体中文）
- 張志傑在世界羽球聯盟的登錄資料